# Спаниш Форк
Спаниш Форк (на английски: Spanish Fork) е град в окръг Юта, щата Юта, САЩ. Спаниш Форк е с население от 20 246 жители (2000) и обща площ от 34,3 km². Намира се на 1395 m надморска височина. ЗИП кодът му е 84660, а телефонният му код е 385, 801.